# Tingena plagiatella
Tingena plagiatella är en fjärilsart som först beskrevs av Walker 1863c.  Tingena plagiatella ingår i släktet Tingena och familjen praktmalar. Inga underarter finns listade i Catalogue of Life.